# Fabio Fognini
Fabio Fognini (Sanremo, 24 de maig de 1987) és un tennista professional italià.
En la seua carrera ha aconseguit nou títols individuals en torneigs ATP i la seva millor posició en el rànquing és el número 12 aconseguit l'abril de 2019. Tanmateix, el seu èxit més destacat el va aconseguir en categoria de dobles, quan junt al seu compatriota Simone Bolelli es van imposar en l'Open d'Austràlia 2015, esdevenint la primera parella italiana masculina en guanyar un títol de Grand Slam de l'Era Open.

## Biografia
Va començar a jugar tennis als quatre anys. El seu àlies és Fogna. El seu pare, Fulvio, és amo de la seua pròpia empresa; la seua mare Silvana és mestressa de casa. Té una germana menor, Fulvia, que és estudiant. Parla quatre idiomes: italià, anglès, castellà i francès. Els seus entreteniments inclouen el futbol, és fan del Inter de Milà i el Genoa FC, i els seus ídols són l'ex futbolista Iván Zamorano, l'estrella de motociclisme Valentino Rossi i el campió mundial de futbol Marque Materazzi. Gaudeix jugant en totes les superfícies i considera com els seus millors tirs el seu dret i el seu revés. És entrenat per l'espanyol José Perlas.
En el 2014 va iniciar una relació sentimental amb la tennista i compatriota Flavia Pennetta, amb la qual es va casar el 16 de juny de 2016 a Ostuni, i van tenir un fill, Federico (2017).

## Torneigs de Grand Slam

### Dobles: 1 (1−0)
| Resultat  | Núm. | Any  | Torneig          | Parella        | Oponents en la final                | Marcador |
| --------- | ---- | ---- | ---------------- | -------------- | ----------------------------------- | -------- |
| Guanyador | 1.   | 2015 | Open d'Austràlia | Simone Bolelli | Pierre-Hugues Herbert Nicolas Mahut | 6−4, 6−4 |

## Carrera esportiva

### 2007
Finalitza en el Top 100 per primera vegada en la posició nº 94 amb una combinació de resultats reeixits en ATP (5-7) i Challenger (34-17). Va classificar en cinc tornejos ATP i va arribar a tercera ronda en esdeveniments consecutius, en el Torneig de Kitzbuhel (va perdre contra el seu compatriota Andreas Seppi) i en el Masters de Mont-real on va aconseguir el seu millor triomf davant el nº 14 Andy Murray abans de perdre contra el n.º 1 Roger Federer.
Va començar la temporada amb la final del Challenger de Santiago (perdent contra Martín Vassallo Argüello) i quarts de final en els Challenger de la Serena i Challenger de Barletta.
La seua millor ratxa va ser entre maig i juny on va avançar a les finals del Challenger de San Remo (perdent contra Francesco Aldi) i Challenger de Fürth (perdent contra Peter Luczak). També va arribar a semifinals en els Challenger de Bytom, Challenger d'Asunción i Challenger de Buenos Aires.
Va fer el seu debut en Grand Slam després de classificar en Roland Garros i perdre contra Juan Mónaco en cinc sets (va estar amb dos sets d'avantatge).
Va completar marques de 3-3 en pista dura i 2-5 en terra batuda. En dobles va aconseguir la final en el Challenger de Fürth (juntament amb Frederico Gil).

### 2008
L'italià va finalitzar en el Top 100 per segon any consecutiu i va sumar el seu màxim de triomfs ATP amb 16 (12-8 en terra batuda). Va tenir els seus millors resultats en terra batuda, on va avançar a tres semifinals i va guanyar dos títols de Challenger.
Va començar la temporada amb una caiguda en cinc sets en el seu debut en el Open d'Austràlia (perdent contra Michael Russell). Durant la gira llatinoamericana va arribar a quarts de final en el Torneig de Viña del Mar (va perdre contra Santiago Ventura) i semifinals en el Torneig de Costa do Sauipe (perdent contra Nicolás Almagro) en setmanes consecutives.
Va classificar en el Masters d'Indian Wells i va arribar a segona ronda (contra Paul-Henri Mathieu).
Va quedar fora per una lesió a la nina esquerra i va tornar al juny amb les semifinals en el Torneig de Varsòvia (perdent contra Nikolai Davidenko). Va seguir amb les semifinals en el Torneig d'Umag al juliol (perdent contra Fernando Verdasco) i la tercera ronda en el Torneig de New Haven a l'agost.
També va tenir la seua primera aparició en Wimbledon (perdent contra Marat Safin) i el US Open (perdent contra Wayne Odesnik), en tots dos en primera ronda.
En Challengers, va aconseguir els títols del Challenger de Torí (vencent a Diego Junqueira) i del Challenger de Gènova al setembre (guanyant a Gianluca Naso).
Va sumar 0-1 contra rivals Top 10. Es va sotmetre a una cirurgia de genoll esquerre el 30 d'octubre. En dobles, va arribar a la final del Torneig d'Umag (juntament amb Carlos Berlocq). Va obtenir premis per $284 518.

### 2009

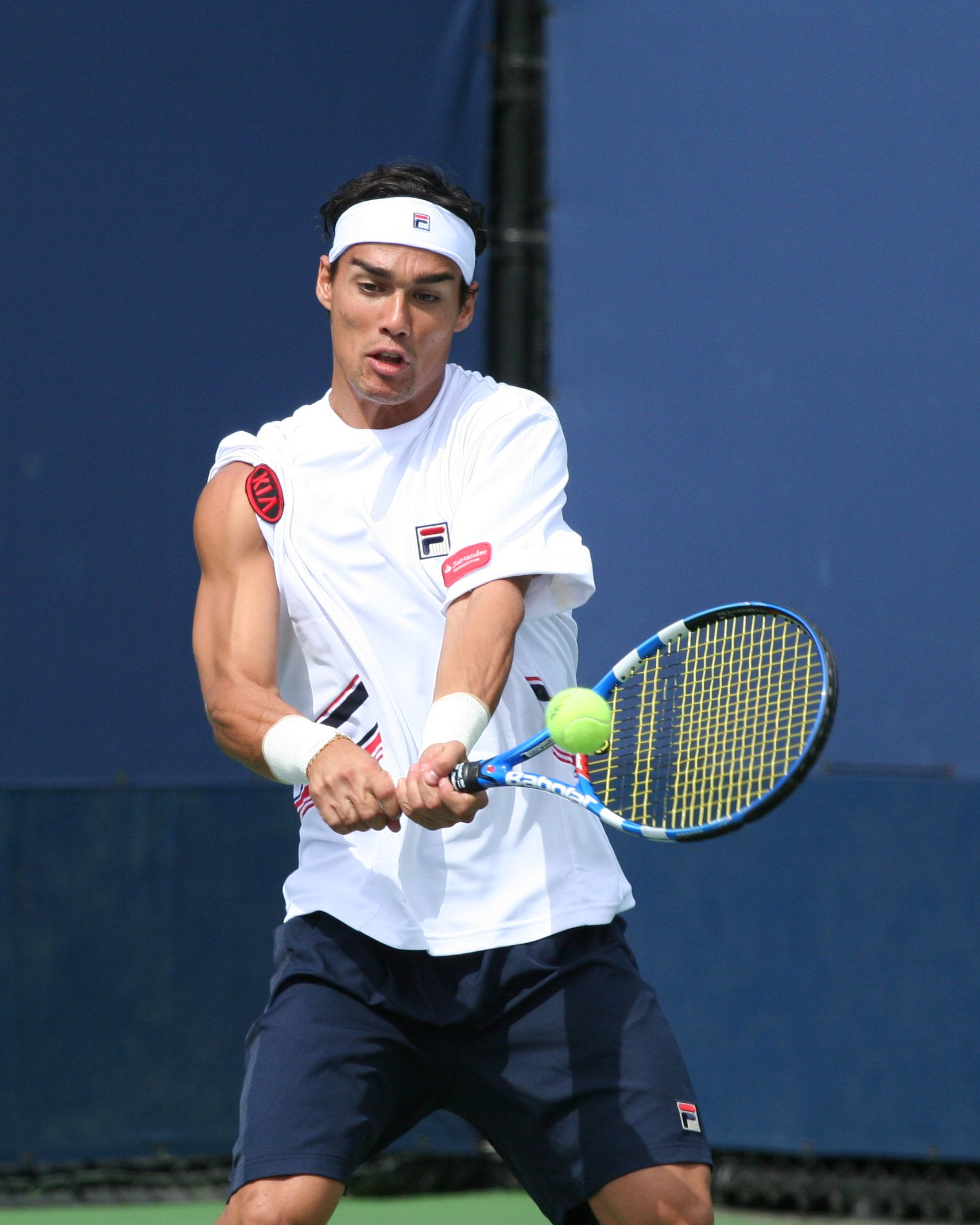
Fabio Fognini en el US Open 2009.

El n.º 2 italià (darrere del nº 49 Andreas Seppi) va completar la millor temporada en la seua jove carrera en guanyar la seua millor marca de 20 partits.
Va classificar en el quadre final en sis tornejos de nivell de circuit, inclòs el Masters de Montecarlo (on va derrotar a Marin Cilic, perdent amb Andy Murray) i en Roland Garros (perdent davant Ígor Andréiev).
El seu millor resultat ATP World Tour va ser semifinals en el Torneig de Stuttgart al juliol i va aconseguir el seu millor triomf sobre el n.º 11 Nikolai Davidenko (va perdre contra Victor Hanescu). La setmana prèvia va guanyar el Challenger de San Benedetto (a Cristian Villagrán).
Al setembre va arribar a quarts de final en el Torneig de Bucarest, on va perdre davant el posterior campió Albert Montañés. Al mes següent es va classificar per al Torneig de Pequín i per al Masters de Xangai (caient davant el n.º 2 Novak Đoković).
Va tenir registres de 17-15 en terra batuda, 2-8 en pista dura i 1-3 en gespa. Va sumar 0-5 contra rivals Top 10 i va augmentar els guanys de la seua carrera a $395 679.

### 2010
El nº 3 italià (darrere de Potito Starace i Andreas Seppi) finalitza en el Top 60 per segona temporada consecutiva.
El seu millor resultat ATP World Tour van ser uns quarts de final en el Torneig de Costa do Sauipe al febrer.
En Grand Slam va aconseguir el seu millor acompliment, arribant a la tercera ronda de Roland Garros (derrotant el sembrat n.º 15 Gaël Monfils en cinc sets, perdent contra Stanislas Wawrinka) i en Wimbledon, on va derrotar el n.º 9 Fernando Verdasco en primera ronda (caent contra Julien Benneteau).
També va aconseguir tres finals de Challenger, dos en el seu país i una en Xile, amb el que va completar un rècord de 18-3.
Va aconseguir marques de 9-14 en terra batuda, 4-10 en pista dura i 3-2 en gespa. Va sumar premis en diners d'US$424 469.

### 2011
El nº 2 italià (darrere del nº 39 Andreas Seppi) finalitza en el Top 50 per primera vegada en la seua carrera.
Va quedar eliminat en primera ronda del Obert d'Austràlia (perdent davant Kei Nishikori). La seua primera gran actuació va tenir lloc al febrer, en el Torneig de Santiago arribant a semifinals (va vèncer al nº 31 Thomaz Bellucci, perdent contra Tommy Robredo). No va passar de les primeres rondes, ni del Masters d'Indian Wells, ni del Masters de Miami, perdent davant Nikolai Davidenko i Radek Stepanek, respectivament.
Amb l'arribada de la terra batuda, van millorar els seus resultats, arribant a quarts de final en el Torneig de Casablanca (perdent davant Albert Montañés), però no va aconseguir passar de la segona ronda en cap dels Masters 1000 preparatius para Roland Garros. No obstant això en Roland Garros va ser la gran promesa del torneig, arribant a quarts de final (vencent als espanyols, Guillermo García-López (n.º 33) i Albert Montañés (n.º 38), no presentant-se en el seu partit davant el n.º 2 Novak Đoković, a causa d'una lesió).
No va disputar ni Wimbledon ni la temporada de gespa, a causa de la seua lesió produïda en Roland Garros. La seua pròxima actuació destacada, va ser arribar fins a les semifinals en el Torneig d'Umag (perdent davant Marin Cilic).
En el US Open no va aconseguir passar de la segona ronda (perdent davant Tomas Berdych). Els seus últims resultats més destacats, van ser arribar a segona ronda dels Torneig de Viena i Torneig de València, perdent davant Xavier Malisse i Juan Mónaco, respectivament.
Va aconseguir marques de 6-15 en pista dura i de 20-15 en terra batuda. Va quedar 0-2 contra rivals Top 10 i va guanyar premis en diners de $589.904.

### 2012
De nou el n.º 2 italià (darrere del n.º 23 Andreas Seppi) finalitza en el Top 50 per segona vegada consecutiva en la seua carrera i aconsegueix arribar a les seues dues primeres finals ATP World Tour.
Comença la seua temporada, sent eliminat en primera ronda del Obert d'Austràlia (perdent davant Alejandro Falla.

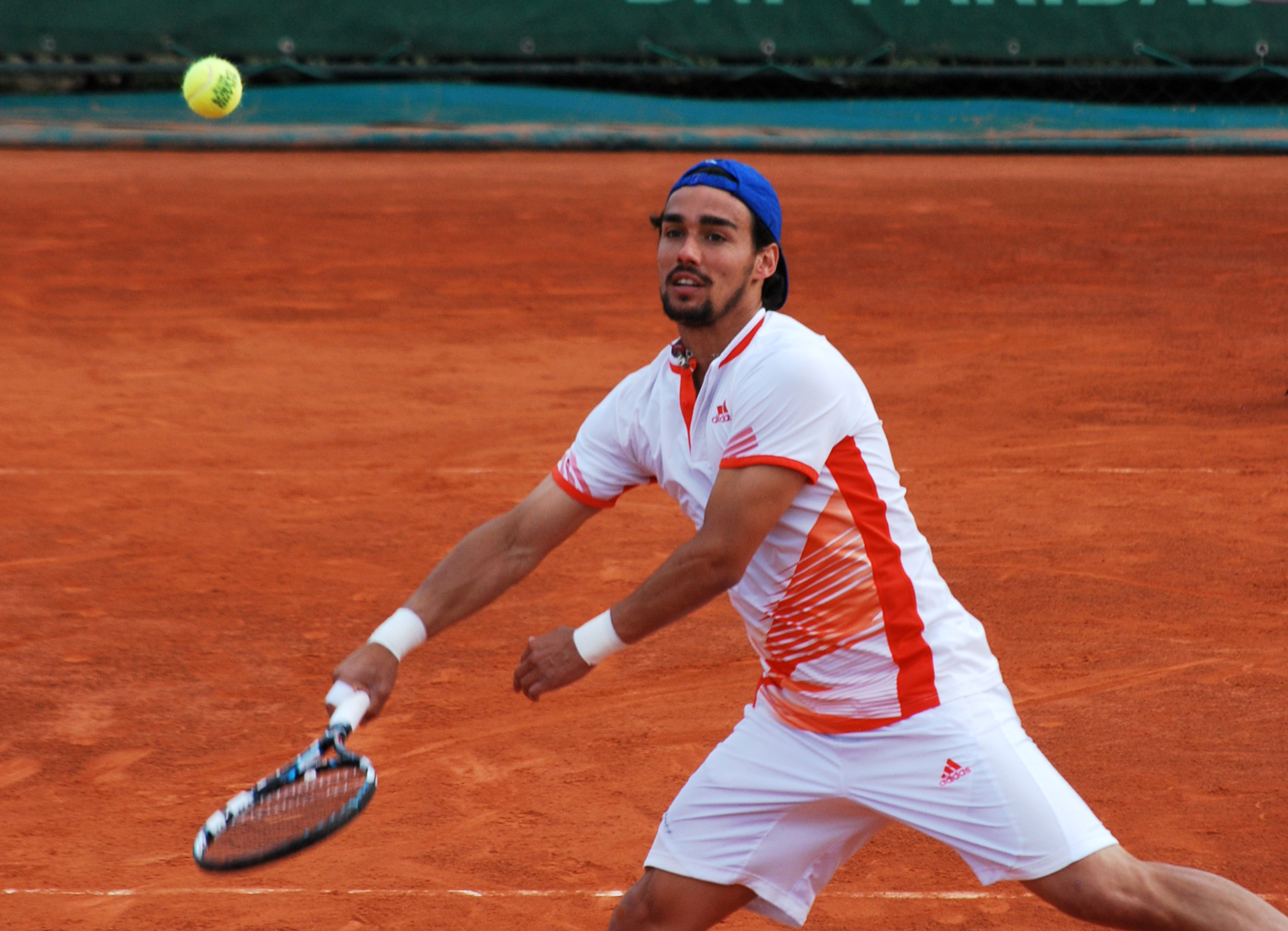
Fognini en Roland Garros 2012.

Després de compilar un registre de 3-5, aconsegueix arribar a la seua primera final ATP World Tour, a l'abril, en el Torneig de Bucarest sobre pistes de terra batuda (vencent al seu compatriota Andreas Seppi en quarts de final, caient davant Gilles Simon en la final). En Roland Garros aconsegueix arribar fins a la tercera ronda (vencent al n.º 25 Viktor Troicki en segona ronda, caient davant Jo-Wilfried Tsonga.
En la seua temporada de gespa, aconsegueix arribar fins a quarts de final en el Torneig d'Eastbourne (perdent davant l'ex n.º 1 Andy Roddick. En Wimbledon, no passa de la segona ronda (caent davant el n.º 1 Roger Federer, que alhora seria el posterior campió del torneig londinenc).
Va aconseguir arribar fins a la segona ronda del Masters del Canadà des de les rondes de classificacions (perdent davant Philipp Kohlschreiber). En el US Open, va arribar fins a la tercera ronda (perdent davant Andy Roddick). Després va ajudar a Itàlia a continuar en el Grup Mundial de la Copa Davis davant Xile guanyant el seu partit d'individuals a Paul Capdeville.
Després va aconseguir arribar a la seua segona final de l'any, en el Torneig de Sant Petersburg (perdent davant l'eslovac Martin Klizan), quedant amb un registre de 0-2 en finals ATP World Tour.
No va passar de la primera ronda en cap dels tornejos posteriors, que va disputar des de Sant Petersburg.
Va compilar marques de 8-12 en dura, 10-9 en terra batuda i 3-3 en gespa. Va quedar 0-3 contra rivals Top 10 i va obtenir premis en diners de $464.382.

### 2013
Completa la seua millor temporada com a professional. Acaba com el millor tennista italià i com Top 20 per primera vegada en la seua carrera, a més de guanyar dos títols ATP i arribar a una final.
Va perdre en primera ronda del Obert d'Austràlia (davant Roberto Bautista). No obstant això en dobles juntament amb el seu compatriota Simone Bollelli van arribar fins a les semifinals (perdent davant els germans Bryans en tres sets). Tres setmanes després van guanyar junts el seu segon ATP World Tour de dobles, en el Torneig de Buenos Aires (derrotant a Nicholas Monroe i Simon Stadler). Va millorar de 2-3 en finals de dobles.
Va ajudar a Itàlia a aconseguir els quarts de final del Grup Mundial de Copa Davis per primera vegada en 15 anys, amb una victòria en quatre sets sobre el croat Ivan Dodig en el cinquè partit. També va guanyar el seu partit de dobles juntament amb Simone Bolelli.
Va aconseguir les seues novenes semifinals ATP en el Torneig d'Acapulco (perdent davant David Ferrer). El 2 de març, de nou juntament amb Simone Bolleli, el duo va aconseguir la final del Torneig d'Acapulco (perdent davant la parella formada per Lukasz Kubot i David Marrero).
Va caure en el tercera ronda del Masters de Miami (perdent de nou davant David Ferrer. Va batre al seu compatriota Andreas Seppi (en primera ronda), al n.º 6 Tomas Berdych (en tercera ronda) i al n.º 10 Richard Gasquet (en quarts de final) en el camí a les semifinals del Masters de Montecarlo (perdent finalment amb Novak Đoković). Es va convertir en el primer italià a arribar a unes semifinals en el Masters de Montecarlo des de Andrea Gaudenzi en 1995 (va perdre amb Muster). També va ser el primer no cap de sèrie a aconseguir les semifinals en Montecarlo des de Juan Carlos Ferrero i Richard Gasquet en el 2005. Va ser el primer italià a arribar a unes semifinals d'un Masters 1000 des de Seppi en el Masters d'Hamburg 2008. El 22 d'abril, va haver-hi dos italians (Seppi i Fognini) classificats en el Top 25 per primera vegada des de Renzo Furlan i Andrea Gaudenzi el 22 d'abril 1996.
En el Torneig d'Oeiras va aconseguir els quarts de final (perdent davant l'espanyol Pablo Carreño Busta) i va caure en semifinals de dobles amb Daniele Bracciali (perdent davant Aisam-ul-Haq Qureshi i Jean-Julien Rojer). El 7 de maig, no va poder convertir 3 punts de partit contra Mikhaïl Iujni en primera ronda del Masters de Madrid.
Amb Bracciali, com a llavors n.º 14, van perdre en primera ronda de Roland Garros davant la parella israeliana formada per Jonathan Erlich i Andy Ram. En individuals, va perdre contra el set vegades campió Rafael Nadal en tres sets en tercera ronda. Va caure en primera ronda de Wimbledon (perdent davant Jürgen Melzer). A Wimbledon, tampoc va passar de la primera ronda, fent parella juntament amb Potito Starace, van caure davant Daniel Brands i Lukas Rosol.
El 14 de juliol, va guanyar el seu primer títol ATP World Tour de la seua carrera amb una victòria en tres sets sobre l'alemany i local Philipp Kohlschreiber en la final del Torneig de Stuttgart (anteriorment havia vençut al n.º 11 Tommy Haas). Posteriorment va pujar sis llocs per a ser el n.º 25 del món.
Tan sol una setmana després, el 21 de juliol, va guanyar el seu segon títol ATP World Tour en el Torneig d'Hamburg. Va salvar tres punts de partit en el segon set en el tie-break en el 5-6, 6-7 i 7-8 contra el número 114 del món, l'argentí Federico Delbonis (anteriorment hauria tornat a guanyar a Haas i al n.º 15 Nicolás Almagro). El 22 de juliol, va irrompre en el Top 20 per primera vegada en el n.º 19.
El 27 de juliol, va guanyar 7-6(3) en el tercer set contra Gaël Monfils en semifinals en el Torneig d'Umag, salvant tres punts de partit en el 5-6, per a arribar a la tercera final ATP World Tour, en amb prou feines tres setmanes. El 28 de juliol, va veure com la seua ratxa de 13 victòries consecutives va arribar a la seua fi en la final d'Umag (perdent davant Tommy Robredo en dos sets). El 29 de juliol, es va elevar fins al n.º 16 del món (el seu lloc més alt ara com ara).
El 7 d'agost, va perdre en segona ronda del Masters de Mont-real (davant el letó Ernests Gulbis). El 12 d'agost, com sembrat n.º 14 va perdre 6-4 i 6-2 davant Radek Stepanek en primera ronda del Masters de Cincinnati.
El 18 de setembre, es va retirar a causa d'una lesió en el peu dret en segona ronda, en el 3-6 i 3-5, enfront de Michal Przysiezny en el Torneig de Sant Petersburg.,
Va perdre davant Rafael Nadal, quan guanyava per 6-2 i 4-1 en el Torneig de Pequín, en quarts de final. En dobles, va arribar a la final juntament amb Seppi, amb victòries sobre Aisam-ul-Haq Qureshi i Jean-Julien Rojer en quarts de final i Daniel Nestor i Leander Paes en semifinals; perdent la final davant Max Mirnyi i Horia Tecau en dos sets. Va caure a una marca de 2-5 en finals de dobles.
Va tancar la seua temporada amb uns quarts de final en el Torneig de València (perdent davant Nicolás Almagro) i caent en segona ronda del Masters de París (perdent davant Grigor Dimitrov).
Va compilar registres de 12-15 en dura, 28-10 en terra batuda i 2-2 en gespa. Va quedar 2-9 contra rivals Top 10 i va guanyar la seua quota més alta en premis en diners amb $1.269.834.

### 2014
Fognini va arrancar l'any en la posició nº16 del rànquing.
El seu primer torneig de manera oficial durant la temporada va ser el de Chennai. En primera ronda del seu partit de dobles juntament amb Leander Paes va patir una lesió en la cuixa que li va obligar a retirar-se d'eixe partit i del seu de segona ronda d'individuals quan queia amb el tennista local Yuki Bhambri per 1-6 i 5-5.
Com el reeixit nº15 va arribar al primer Grand Slam de la temporada, l'Open d'Austràlia 2014. En primera ronda va derrotar el rus Alex Bogomolov Jr. per 6-3, 6-2 i retirada d'aquest. En segona ronda va tenir problemes per a desfer-se del finlandès Jarkko Nieminen al que va guanyar per parcials de 7-5, 6-4, 3-6, 6-2. En tercera ronda va vèncer al nord-americà Sam Querrey per 7-5, 6-4 i 6-4. En quarta ronda no va poder amb el serbi Novak Đoković defensor del campionat, qui li va guanyar per un aclaparador 3-6, 0-6 i 2-6, encara que va aconseguir el seu millor registre en el torneig oceànic. Després d'açò va ajudar a Itàlia a ficar-se en quarts de final de la Copa Davis després de vèncer a Argentina per 3-1. Va guanyar el seu primer partit d'individuals a Juan Mónaco per 7-5, 6-2 i 6-2. En el segon li va donar el punt final als italians després de vèncer a Carlos Berlocq per 7-6(5), 4-6, 6-1, 6-4.
Després va viatjar fins a Sud-amèrica per a disputar la gira sud-americana d'Or. El seu primer torneig d'aquesta sèrie va ser el de Viña del Mar al que arribava com el primer cap de sèrie. Va guanyar el torneig en imposar-se a l'argentí Leonardo Mayer 6-2 i 6-4 en la final. Va disputar el Torneig de Buenos Aires (Argentina) on va aconseguir arribar fins a la final i enfrontar-se contra l'actual n.º 4 del món David Ferrer, on va ser derrotat per 6-4 i 6-3. Posteriorment va disputar el Torneig de Rio de Janeiro on va perdre en quarts de final contra l'ucraïnès Aleksandr Dolgopòlov per un doble 6-1 en un partit molt ràpid, després d'haver eliminat anteriorment a Aljaz Bedene i Pablo Cuevas. Gràcies als bons resultats de la gira sud-americana, és l'actual n.º 14 del món i número 1 del tennis italià.
Després jugaria els primers Masters 1000 de l'any, el primer d'ells el de Masters d'Indian Wells. En segona ronda va derrotar a Ryan Harrison per 5-7, 6-1 i 6-4. En tercera ronda va superar a Gaël Monfils per 6-2, 3-6 i 7-5, salvant una bola de partit. En quarta ronda va ser derrotat de nou per Aleksandr Dolgopòlov per un contundent 2-6 i 4-6. Una setmana després va disputar el Masters de Miami. En segona ronda va vèncer a Lukas Lacko per un doble 6-4. En tercera ronda va vèncer a Roberto Bautista per 6-4, 3-6 i 3-6. Ja en quarta ronda va ser apalissat pel nº 1 del món Rafael Nadal per un doble 6-2.

## Estil de joc
Fognini és conegut pel seu estil de contraatac, amb moviments de terra penetrants nets. Fognini té un excel·lent toc i utilitza amb deixades i volees, sobretot pel costat del drive. La seua capacitat de convertir la defensa en atac ho fa ideal per a la terra batuda, i això es reflecteix en el fet que les seues millors victòries han sigut en aquesta superfície. El seu moviment i la seua disposició general per la pista, juntament amb el seu estil de joc fluid és ben conegut pels aficionats al tennis com mostrar un aire de despreocupació, apareixent casual i sense esforç.
Fognini és també conegut pel seu temperament impacient. Ha arribat a perdre la calma, a vegades, no obstant, en uns altres, ha demostrat que és capaç de mantenir una actitud sorprenentment equilibrada davant l'adversitat. Té el rècord d'haver comès més faltes de peu mentre guanyava un partit, un total de 12, incloent doble faltes a causa de faltes consecutives. El servei de Fognini és relativament poc potent i amb prou feines és una arma en el seu joc, perquè posa l'èmfasi en la precisió i la col·locació, mentre que també té la capacitat de servir per damunt de les 130 milles per hora en alguna ocasió. Un dels seus millors cops és el de dreta d'endins cap a fora, que ell utilitza amb gran efecte, la seua tàctica de joc en general consisteix d'un servei obert, provocant una tornada feble, establit per a colpejar un colp net cap al costat dret. Ell també utilitza el revés paral·lel amb freqüència, sovint en moments clau.

## Equipament
Fognini actualment utilitza una raqueta Pure Drive Babolat amb cordat Babolat RPM Blast. El seu agarre és Babolat Vs original, i porta roba i calçat d'Adidas.

## Palmarès

### Individual: 19 (9−10)
| Llegenda                          |
| --------------------------------- |
| Grand Slams (0−0)                 |
| ATP Finals (0−0)                  |
| ATP World Tour Masters 1000 (1−0) |
| ATP World Tour 500 (1−2)          |
| ATP World Tour 250 (7−8)          |

| Títols per superfície |
| --------------------- |
| Dura (1−4)            |
| Gespa (0−0)           |
| Terra batuda (8−6)    |

| Resultat  | Núm. | Data                   | Torneig                 | Superfície       | Oponent               | Marcador         |
| --------- | ---- | ---------------------- | ----------------------- | ---------------- | --------------------- | ---------------- |
| Finalista | 1.   | 29 d'abril de 2012     | Bucarest, Romania       | Terra batuda     | Gilles Simon          | 4−6, 3−6         |
| Finalista | 2.   | 23 de setembre de 2012 | Sant Petersburg, Rússia | Dura (i)         | Martin Kližan         | 2−6, 3−6         |
| Guanyador | 1.   | 14 de juliol de 2013   | Stuttgart, Alemanya     | Terra batuda     | Philipp Kohlschreiber | 5−7, 6−4, 6−4    |
| Guanyador | 2.   | 22 de juliol de 2013   | Hamburg, Alemanya       | Terra batuda     | Federico Delbonis     | 4−6, 7−6(8), 6−2 |
| Finalista | 3.   | 28 de juliol de 2013   | Umag, Croàcia           | Terra batuda     | Tommy Robredo         | 0−6, 3−6         |
| Guanyador | 3.   | 9 de febrer de 2014    | Viña del Mar, Xile      | Terra batuda     | Leonardo Mayer        | 6−2, 6−4         |
| Finalista | 4.   | 16 de febrer de 2014   | Buenos Aires, Argentina | Terra batuda     | David Ferrer          | 4−6, 3−6         |
| Finalista | 5.   | 4 de maig de 2014      | Múnic, Alemanya         | Terra batuda     | Martin Kližan         | 6−2, 1−6, 2−6    |
| Finalista | 6.   | 22 de febrer de 2015   | Rio de Janeiro, Brasil  | Terra batuda     | David Ferrer          | 2−6, 3−6         |
| Finalista | 7.   | 2 d'agost de 2015      | Hamburg                 | Terra batuda     | Rafael Nadal          | 5−7, 5−7         |
| Guanyador | 4.   | 24 de juliol de 2016   | Umag                    | Terra batuda     | Andrej Martin         | 6−4, 6−1         |
| Finalista | 8.   | 23 d'octubre de 2016   | Moscou, Rússia          | Dura (i)         | Pablo Carreño Busta   | 6−4, 3−6, 2−6    |
| Guanyador | 5.   | 30 de juliol de 2017   | Gstaad, Suïssa          | Terra batuda     | Yannick Hanfmann      | 6−4, 7−5         |
| Finalista | 9.   | 24 de setembre de 2017 | Sant Petersburg (2)     | Dura (i)         | Damir Džumhur         | 6−3, 4−6, 2−6    |
| Guanyador | 6.   | 4 de març de 2018      | São Paulo, Brasil       | Terra batuda (i) | Nicolás Jarry         | 1−6, 6−1, 6−4    |
| Guanyador | 7.   | 22 de juliol de 2018   | Bastad, Suècia          | Terra batuda     | Richard Gasquet       | 6−3, 3−6, 6−4    |
| Guanyador | 8.   | 5 d'agost de 2018      | Los Cabos, Mèxic        | Dura             | Juan Martín del Potro | 6−4, 6−2         |
| Finalista | 10.  | 30 de setembre de 2018 | Chengdu, Xina           | Dura             | Bernard Tomic         | 1−6, 6−3, 6−7(7) |
| Guanyador | 9.   | 21 d'abril de 2019     | Montecarlo, Mònaco      | Terra batuda     | Dušan Lajović         | 6−3, 6−4         |

### Dobles masculins: 20 (8−12)
| Llegenda                          |
| --------------------------------- |
| Grand Slams (1−0)                 |
| ATP Finals (0−0)                  |
| ATP World Tour Masters 1000 (0−3) |
| ATP World Tour 500 (1−3)          |
| ATP World Tour 250 (6−6)          |

| Títols per superfície |
| --------------------- |
| Dura (3−4)            |
| Gespa (0−0)           |
| Terra batuda (5−8)    |

| Resultat  | Núm. | Data                   | Torneig                     | Superfície   | Parella           | Oponents                         | Marcador            |
| --------- | ---- | ---------------------- | --------------------------- | ------------ | ----------------- | -------------------------------- | ------------------- |
| Finalista | 1.   | 20 de juliol de 2008   | Umag, Croàcia               | Terra batuda | Carlos Berlocq    | Michal Mertiňák Petr Pála        | 6−2, 3−6, [5−10]    |
| Finalista | 2.   | 27 de febrer de 2010   | Acapulco, Mèxic             | Terra batuda | Potito Starace    | Łukasz Kubot Oliver Marach       | 0−6, 0−6            |
| Guanyador | 1.   | 31 de juliol de 2011   | Umag                        | Terra batuda | Simone Bolelli    | Marin Čilić Lovro Zovko          | 6−3, 5−7, [10−7]    |
| Finalista | 3.   | 15 d'abril de 2012     | Casablanca, Marroc          | Terra batuda | Daniele Bracciali | Dustin Brown Paul Hanley         | 5−7, 3−6            |
| Guanyador | 2.   | 24 de febrer de 2013   | Buenos Aires, Argentina     | Terra batuda | Simone Bolelli    | Nicholas Monroe Simon Stadler    | 6−3, 6−2            |
| Finalista | 4.   | 3 de març de 2013      | Acapulco (2)                | Terra batuda | Simone Bolelli    | Łukasz Kubot David Marrero       | 5−7, 2−6            |
| Finalista | 5.   | 6 d'octubre de 2013    | Pequín, Xina                | Dura         | Andreas Seppi     | Max Mirnyi Horia Tecău           | 4−6, 2−6            |
| Guanyador | 3.   | 1 de febrer de 2015    | Open d'Austràlia, Austràlia | Dura         | Simone Bolelli    | P-H. Herbert Nicolas Mahut       | 6−4, 6−4            |
| Finalista | 6.   | 22 de març de 2015     | Indian Wells, Estats Units  | Dura         | Simone Bolelli    | Vasek Pospisil Jack Sock         | 4−6, 7−6(3), [7−10] |
| Finalista | 7.   | 19 d'abril de 2015     | Montecarlo, Mònaco          | Dura         | Simone Bolelli    | Bob Bryan Mike Bryan             | 6−7(3), 1−6         |
| Finalista | 8.   | 18 d'octubre de 2015   | Xangai, Xina                | Dura         | Simone Bolelli    | Raven Klaasen Marcelo Melo       | 3−6, 3−6            |
| Guanyador | 4.   | 2 d'octubre de 2016    | Shenzhen, Xina              | Dura         | Robert Lindstedt  | Oliver Marach Fabrice Martin     | 7−6(4), 6−3         |
| Finalista | 9.   | 22 de juliol de 2018   | Bastad, Suècia              | Terra batuda | Simone Bolelli    | Julio Peralta Horacio Zeballos   | 3−6, 4−6            |
| Guanyador | 5.   | 23 de setembre de 2018 | Sant Petersburg, Rússia     | Dura (i)     | Matteo Berrettini | Roman Jebavý Matwé Middelkoop    | 7–6(6), 7–6(4)      |
| Finalista | 10.  | 15 de gener de 2022    | Sydney, Austràlia           | Dura         | Simone Bolelli    | John Peers Filip Polášek         | 5−7, 5−7            |
| Finalista | 11.  | 13 de febrer de 2022   | Buenos Aires                | Terra batuda | Horacio Zeballos  | Santiago González Andrés Molteni | 1−6, 1−6            |
| Guanyador | 6.   | 20 de febrer de 2022   | Rio de Janeiro, Brasil      | Terra batuda | Simone Bolelli    | Jamie Murray Bruno Soares        | 7−5, 6−7(2), [10−6] |
| Finalista | 12.  | 17 de juliol de 2022   | Bastad (2)                  | Terra batuda | Simone Bolelli    | Rafael Matos D. Vega Hernández   | 4−6, 6−3, [11−13]   |
| Guanyador | 7.   | 31 de juliol de 2022   | Umag (2)                    | Terra batuda | Simone Bolelli    | Lloyd Glasspool Harri Heliövaara | 5−7, 7−6(6), [10−7] |
| Guanyador | 8.   | 19 de febrer de 2023   | Buenos Aires (2)            | Terra batuda | Simone Bolelli    | Nicolás Barrientos Ariel Behar   | 6−2, 6−4            |

### Equips: 1 (0−1)
| Resultat  | Núm. | Data                | Torneig                       | Superfície | Equip                                             | Oponents                                                       | Marcador |
| --------- | ---- | ------------------- | ----------------------------- | ---------- | ------------------------------------------------- | -------------------------------------------------------------- | -------- |
| Finalista | 1.   | 7 de febrer de 2021 | ATP Cup, Melbourne, Austràlia | Dura       | Matteo Berrettini Simone Bolelli Andrea Vavassori | Ievgueni Donskoi Aslan Karatsev Daniïl Medvédev Andrei Rubliov | 0−2      |

## Trajectòria

### Individual
| Open d'Austràlia | A   | Q1  | 1R    | 2R          | 1R          | 1R          | 1R    | 1R          | 4R          | 1R          | 1R    | 2R          | 4R          | 3R          | 4R          | 4R    | 1R | 1R | 0 / 16    | 16 – 16   |
| Roland Garros | A   | 1R  | A     | 1R          | 3R          | QF          | 3R    | 3R          | 3R          | 2R          | 1R    | 3R          | 4R          | 4R          | 1R          | 3R    | 2R | 3R | 0 / 15    | 26 – 15   |
| Wimbledon | A   | A   | 1R    | 2R          | 3R          | A           | 2R    | 1R          | 3R          | 2R          | 2R    | 3R          | 3R          | 3R          | NC          | 3R    | 1R |    | 0 / 13    | 16 – 13   |
| US Open | Q1  | Q3  | 1R    | 1R          | 1R          | 2R          | 3R    | 1R          | 2R          | 4R          | 2R    | 1R          | 2R          | 1R          | A           | 1R    | 2R |    | 0 / 14    | 10 – 14   |
| Jocs Olímpics | NC  | NC  | A     | No celebrat | No celebrat | No celebrat | 1R    | No celebrat | No celebrat | No celebrat | 3R    | No celebrat | No celebrat | No celebrat | No celebrat | 3R    | NC | NC | 0 / 3     | 4 – 3     |
| Total Victòries−Derrotes                                                                                                   | 2−5 | 5−7 | 16−18 | 20−26       | 16−26       | 25−27       | 22−24 | 42−27       | 40−26       | 32−26       | 26−23 | 36−23       | 46−22       | 30−24       | 6−10        | 22−24 |    |    | 387 – 341 | 387 – 341 |
| Rànquing a final d'any | 247 | 95  | 88    | 54          | 55          | 48          | 45    | 16          | 20          | 21          | 49    | 27          | 13          | 12          | 17          | 37    |    |    |           |           |
| Llegenda: G: Guanyador; F: Finalista; SF: Semifinalista; QF: Quarts de final; Q: Qualificació; A: Absent; RR: Round Robin; |     |     |       |             |             |             |       |             |             |             |       |             |             |             |             |       |    |    |           |           |

### Dobles masculins
| Torneig | 2007 | 2008  | 2009        | 2010        | 2011        | 2012  | 2013        | 2014        | 2015        | 2016 | 2017        | 2018        | 2019        | 2020        | 2021 | 2022 | 2023 | Títols    | V − D     |
| --- | ---- | ----- | ----------- | ----------- | ----------- | ----- | ----------- | ----------- | ----------- | ---- | ----------- | ----------- | ----------- | ----------- | ---- | ---- | ---- | --------- | --------- |
| Open d'Austràlia | A    | 2R    | 2R          | 2R          | 1R          | 2R    | SF          | 2R          | G           | 2R   | 1R          | 2R          | A           | A           | A    | QF   | 1R   | 0 / 12    | 11 – 12   |
| Roland Garros | A    | A     | 2R          | 1R          | 2R          | 1R    | 1R          | 2R          | SF          | 1R   | 1R          | 1R          | A           | A           | A    | A    | 2R   | 0 / 11    | 8 – 11    |
| Wimbledon | A    | A     | 1R          | 1R          | A           | 1R    | 1R          | 2R          | 1R          | 1R   | 1R          | A           | A           | NC          | A    | A    |      | 0 / 8     | 1 – 8     |
| US Open | A    | 1R    | 1R          | A           | SF          | 1R    | 2R          | 1R          | 1R          | 2R   | 3R          | 2R          | A           | A           | A    | 3R   |      | 0 / 11    | 11 – 10   |
| Jocs Olímpics | NC   | A     | No celebrat | No celebrat | No celebrat | A     | No celebrat | No celebrat | No celebrat | QF   | No celebrat | No celebrat | No celebrat | No celebrat | A    | NC   | NC   | 0 / 1     | 2 – 1     |
| ATP Finals | A    | A     | A           | A           | A           | A     | A           | A           | RR          | A    | A           | A           | A           | A           | A    | A    |      | 0 / 1     | 1 – 2     |
| Total Victòries−Derrotes                                                                                                   | 0−1  | 10−10 | 4−7         | 5−12        | 26−16       | 11−18 | 23−22       | 15−21       | 30−19       | 8−12 | 11−14       | 14−12       | 6−8         | 4−5         | 8−12 |      |      | 185 – 196 | 185 – 196 |
| Rànquing a final d'any | 499  | 133   | 212         | 138         | 34          | 111   | 36          | 57          | 10          | 174  | 96          | 77          | 148         | 142         | 107  |      |      |           |           |
| Llegenda: G: Guanyador; F: Finalista; SF: Semifinalista; QF: Quarts de final; Q: Qualificació; A: Absent; RR: Round Robin; |      |       |             |             |             |       |             |             |             |      |             |             |             |             |      |      |      |           |           |